# 凯斯·厄本
凯斯·厄本（英語：Keith Lionel Urban，1967年10月26日—），是一个在新西兰出生的澳大利亚乡村歌手，曾获葛萊美獎及澳大利亚唱片工业协会音乐奖（ARIA Music Awards）。厄本早年搬到了澳大利亚，并开始了他的音乐生涯。在1991年，厄本发布了首张自命名的专辑，并在1992年搬至美国之前，他的四首单曲上了澳大利亚的畅销榜单。在厄本创建The Ranch之前，他找了份会议吉他手的工作。在Capitol唱片公司录制了一张专辑，他的一首单曲还上了《告示牌》杂志的乡村音乐销量榜。
还是与Capitol签约，在1999年他在美国发行了他的首张同名专辑《Keith Urban》，此张专辑获得了白金资格证明。其中的一首单曲《But For The Grace Of God》也使他第一次成为了全美第一。他
厄本是个复合型乐器手，能演奏吉他、电吉他，还有六弦班卓、贝司吉他、曼陀林、钢琴、布祖基琴和papoose。的最大突破来自他的头号单曲《Somebody Like You》，出自他的第二张Capitol专辑《Golden Road》(2002)。这张专辑使Urban获得了第一个葛莱美奖，并使他获得了他生涯中的第三个《告示牌》榜首名次。2004年的《Be Here》，又制造了另外三个Number One，并且是他销量最高的专辑，并获得了4× Multi-Platinum的资格证明。《Love, Pain & the whole crazy thing》(2006)中的《Stupid Boy》再次使厄本获得了葛莱美奖。在随后的2008年厄本又放出了他的精选辑《Greatest Hits: 18 Kids》。
到此为止，厄本已经发布了7张专辑（其中一张仅在英国发布），还有一张The Ranch时期的专辑。超过15首单曲上了美国乡村音乐榜单，其中有7首排名第一。

## 传记
凯斯·厄本 于1967年10月26日出生在新西兰，法納雷。后来随其父母移居到了澳大利亚，昆士兰岛，卡布尔彻。七岁时，厄本就已经想从事音乐事业，并想在乡村音乐领域出名。他六岁开始学习音乐技能，并在八岁时开始在各种少年歌唱比赛中获奖。十二岁时他在当地的俱乐部预订了自己的乐队，十五岁时他退学并开始流浪。1990年厄本在澳大利亚与百代签约，并录制了他的第一张个人专辑，这张专辑四次在澳大利亚乡村音乐排行榜中排名第一。1992年，他搬到了田纳西州，纳什维尔，在那里他曾为Brooks & Dunn做吉他手。后来，厄本组建了The Ranch乐队。这是一个三人组合的乐队，并在1997年发布了一张专辑。厄本后来在1998年解散了乐队并继续他的个人生涯。
在纳什维尔，厄本成为了一个可卡因的频繁使用者。在1998年达到他个人事业的谷底之后，他决定开始戒毒，并加入了Cumberland Heights（纳什维尔的一个治疗中心）。之后，厄本发布了他在美国的首张个人同名专辑，此张专辑三次进入音乐排行前五名，并使他在2001年乡村音乐学院奖中获得最佳新男歌手奖。他的吉他技能水平受到广泛认同，并因此参与了多张专辑的制作，如《Charlie Daniels》、《Emerson Drive》、Garth Brooks的《Double Live》、Dixie Chicks的《Fly》和 Paul Brandt's的《This Time Around》。
2002年厄本发布了《Golden Road》，并且因其中的歌曲《Somebody Like You》的成功而进入了他的事业的高峰。参与多名著名乡村音乐歌手的巡回演出也使厄本得到了很好的锻炼，提高了它的舞台技艺。乡村音乐频道CMT以冠名赞助商的名义开始播出厄本的Keith Urban Be Here '04巡回演唱会，此次演唱会由Katrina Elam做开场嘉宾。2005年，他的Alive in '05演唱会再次获得巨大的成功。他于2005年7月2日在费城的现场八方登台露面，并被Gap公司选中与其他七位音乐明星一同参加"Favorites"竞选活动。他被选为2005 CMA年度艺人。在2005年秋末他发布了名为《Livin' Right Now》的DVD，该碟于2004年12月在加利福尼亚Wiltern剧场录制。
2005年厄本首次在欧洲演出，他当年5月在英国与爱尔兰的巡回演出受到Bryan Adams的支持。同年6月6日，一张仅在英国地区发行的专辑《Days Go By》发行，该专辑收录了许多《Be Here》与《Golden Road》中的经典歌曲。
10月厄本回国举行巡演。
厄本在CMA颁奖礼上演唱了“Better Life”，并在美国音乐奖颁奖礼上演唱了“You'll Think of Me”。他在葛莱美颁奖礼上同样唱了该曲并与菲丝·希尔一同演唱了“The Lucky One”。在2006年的ACM颁奖礼上厄本演唱了《Tonight I Wanna Cry》并为Brooks & Dunn的歌曲《Believe》进行吉他伴奏。
2006年8月21日，厄本的新单曲《Once in a Lifetime》在《告示牌》榜单中排名17，打破了纪录。原纪录保持者是Garth Brooks的《Good Ride Cowboy》和Eddie Rabbitt的《Every Which Way But Loose》，它们的排名都是18。
厄本还是众多澳大利亚塔姆沃恩乡村音乐节“Golden Guitar”获胜者中的一名。他还曾是丰田Starmaker竞赛的获胜者，该竞赛每年由CMAA和塔姆沃恩乡村音乐节协力举行。
凯斯在2007年被GAC电视台评为7月月度艺术家。他在该月要每天回答各种问题，并参加各种访问。
2007年7月7日凯斯与艾麗西亞·基斯一起参加了阿尔·戈尔的Live Earth氣候危機演唱會的纽约站。凯斯在一次访问中说道全球变暖不是政治问题，并说他正在做的就是他将在他的Love, Pain and The Whole Crazy World巡回演唱会中使所有生物燃料巴士运转起来。
2007年11月20日厄本发布了他的第一张精选集《Greatest Hits: 18 Kids》，该CD包括十首冠军单曲和两首新歌《Romeo's Tune》和《Got It Right This Time (The Celebration)》
2008年1月厄本着手与卡麗·安德伍一同举行「Love, Pain & the whole crazy World Tour」巡回演唱会。2008年5月厄本重新录制了来自他的2002年的CD的歌曲《You Look Good in My Shirt》，并于同月末在电台中播出。凯斯说：“它（You Look Good in My Shirt）这么多年都是畅销歌曲，而且结合广大歌迷和电台的让他成为单曲的要求，我们授意回到录音室重新录制了这首歌曲。”(keithurban.net)这首单曲是将在2008年秋季发行的"Love, Pain & the whole crazy World Tour"演唱会DVD中的主打歌曲。厄本现正在写新的CD，该CD会在2009年早些时候发行。

## 私生活
从1992年开始，厄本与兽医技师Laura Sigler约会了8年。厄本2001年向Sigler求婚，但是他们在2002年分手。
厄本与前超級名模妮奇·泰勒（Niki Taylor）在2002年至2004年间约过会。
厄本在2005年1月的G'Day LA遇到妮可·基曼，两人六个月后开始约会。基曼与厄本在2006年6月25日结婚，并在悉尼St Patrick's Estate的Cardinal Cerretti纪念礼堂举行了隆重婚礼。
2006年10月19日，厄本因酗酒住进了加利福尼亚Betty Ford Center康复中心，厄本说：“我深深地为這件事给妮可和所有支持和爱我的人造成的伤害而悔恨，酗酒给他人造成的创伤将永远无法恢复，恐怕我已经造成这样的结果。”2007年1月18日，厄本宣布他完成了康复治疗，并打算继续巡回演出从而推广他的新专辑《Love, Pain & the whole crazy thing》。
2007年2月2日，厄本向一名新泽西与他的同名画家提起诉讼。因那位画家的网站域名为 http://www.keithurban.com/（页面存档备份，存于），厄本想要获得此域名的拥有权。而厄本的官方网址为 http://www.keithurban.net/（页面存档备份，存于）。这名画家已经提出反诉。
2007年8月1日，厄本在赶往一个酗酒匿名会议时，厄本在悉尼的他的家附近不慎从他的摩托车上摔下，而此时正好被狗仔队跟踪，所幸厄本没有受伤。在他的公关人员发布的一份声明中，厄本说这次事件是“某人渴望完成自己的工作，及我想保住我的隐私的结果”。厄本说他因试图躲一辆迎面驶来的车而摔倒的。他说那名摄影师后来对他进行了援助，而没有趁机照相。
2008年1月7日，妮可·基曼表示她与厄本正在期待她们的第一个孩子出世。妮可·基曼的公关人员说“这对夫妇已经急不可待”。他们的孩子预计将在7月出生。
2008年7月7日，在田纳西州 纳什维尔，基曼为他们生下他们的第一个孩子，喜得千金，并取名叫Sunday Rose Kidman Urban。她出生时重6磅7.5盎司（3千克）。
厄本在第一时间在自己的官网上发布了这条消息：

“今天早上尼可为我们生下了一个美丽的女婴，Sunday Rose Kidman Urban。我们在这里要感谢所有一直想着我们并为我们祈祷的人。我们为今天能和你们一起分享这份喜悦而感到非常荣幸和感激。”

## 奖项与成就

### 奖项
- 1977 - CCMA Best Solo Act(Junior)
- 1978 - CCMA Special Encouragement Award (10 Years & under)
- 1980 - CCMA Best Junior Guitarist
- 1981 - CCMA Best Gospel Singer
- 1982 - CCMA Best Duet
- 1982 - CCMA Best Junior Guitarist
- 1983 - CCMA Junior Male Vocalist
- 1990 - CMAA Star Maker Award
- 1991 - CMAA Golden Guitar
- 1991 - CMAA Best New Talent
- 1992 - CMAA Golden Guitar
- 1992 - CMAA Male Vocalist
- 1992 - CMAA Golden Guitar Instrumentalist
- 1997 - CMAA Golden Guitar Instrumentalist
- 1998 - CMAA Golden Guitar Instrumentalist
- 2001 - CMAA Golden Guitar Instrumentalist
- 2001 - ACM Top New Male Vocalist
- 2001 - CMA Horizon Award (first non-American)
- 2001 - ARIA Outstanding Achievement Award
- 2001 - VMA Male Vocalist Award
- 2003 - ARIA Country Album of the Year (Golden Road)
- 2003 - BMI Song of the Year Category for "Somebody Like You"
- 2003 - TCMA Video Clip of the Year - "Somebody Like You"
- 2004 - CMA Male Vocalist of the Year (first non-American)
- 2004 - FCMA Best Foreign Music
- 2005 - ACM Album of the Year - "Be Here"
- 2005 - ACM Top Male Vocalist
- 2005 - French Association of County Music Artist of the Year
- 2005 - ARIA Country Album of the Year (Be Here)
- 2005 - CMA International Artist of the Year
- 2005 - CMA Male Vocalist of the Year
- 2005 - CMA Entertainer of the Year
- 2005 - Billboard Music Award: Top-selling Pop Catalog Album of the Year "Golden Road"
- 2006 - Grammy for Best Male Country Vocal Performance for "You'll Think Of Me"
- 2006 - ACM Top Male Vocalist of the Year
- 2006 - French Association of Country Music Award for Best Live Performance (this is his 4th FACM award)
- 2006 - CMA Male Vocalist of the Year
- 2007 - ARIA Country Album of the Year (Love, Pain & the whole crazy thing)
- 2008 - Grammy for Best Male Country Vocal Performance for "Stupid Boy"

## 资料
1. ↑  "Up from Down Under"[永久] by Stephanie Mansfield, USA WEEKEND, 2001-11-04
2. ↑  .   [2008-06-18]. （原始内容存档于2008-04-06）.
3. ↑  .   [2008-06-18]. （原始内容存档于2010-10-12）.
4. ↑  Keel, Beverly, "Keith Urban countersues Keith Urban", The Tennessean[永久]
5. ↑  .   [2008-07-09]. （原始内容存档于2016-03-10）.